# Posokowiec bawarski
Posokowiec bawarski – jedna z ras psów myśliwskich należąca do grupy psów gończych, posokowców i ras pokrewnych. Zaklasyfikowana do sekcji posokowców. Podlega próbom pracy.

## Pochodzenie rasy oraz krótki rys historyczny
Rasa wywodzi się od posokowców hanowerskich, a powstała w XIX wieku w wyniku krzyżówek z psami gończymi z Bawarii i Tyrolu – głównie gończym tyrolskim, gończym alpejskim, jamnikogończym. Celem prac hodowlanych było uzyskanie psa tropiącego lżejszego niż posokowiec hanowerski i przydatnego do pracy w górach. Ostatecznie klub rasy powstał w 1912 w Monachium pod nazwą Klub für Bayerische Gebirgsschweißhunde. Rasa zdobywała sobie stopniowo popularność, szczególnie w Austrii i na Węgrzech, natomiast w Polsce pojawiła się w latach 70. XX wieku.

## Użytkowość
Pies myśliwski lżejszy od posokowca hanowerskiego i posiadający lepszy od niego węch i umiejętność pracy na farbie. Szczególnie przydatny przy tropieniu dzika, sarny, jelenia, muflona i kozicy.

## Charakter i temperament
Spokojny i zrównoważony, przywiązany do swego właściciela, powściągliwy w stosunku do obcych. Odpowiada stawianym wymaganiom jako pies pewny siebie, nie bojący się, niełatwy w prowadzeniu, który dopiero w sytuacji zagrożenia może być agresywny. Jest to pies aktywny i inteligentny. Uwielbia bieganie, tropienie oraz kopanie. Łatwo się uczą, choć tresura na psa myśliwskiego może potrwać kilka lat. Posokowca bawarskiego należy tresować w wieku 4-5 miesięcy a wyuczone polecenia konsekwentnie utrwalać.

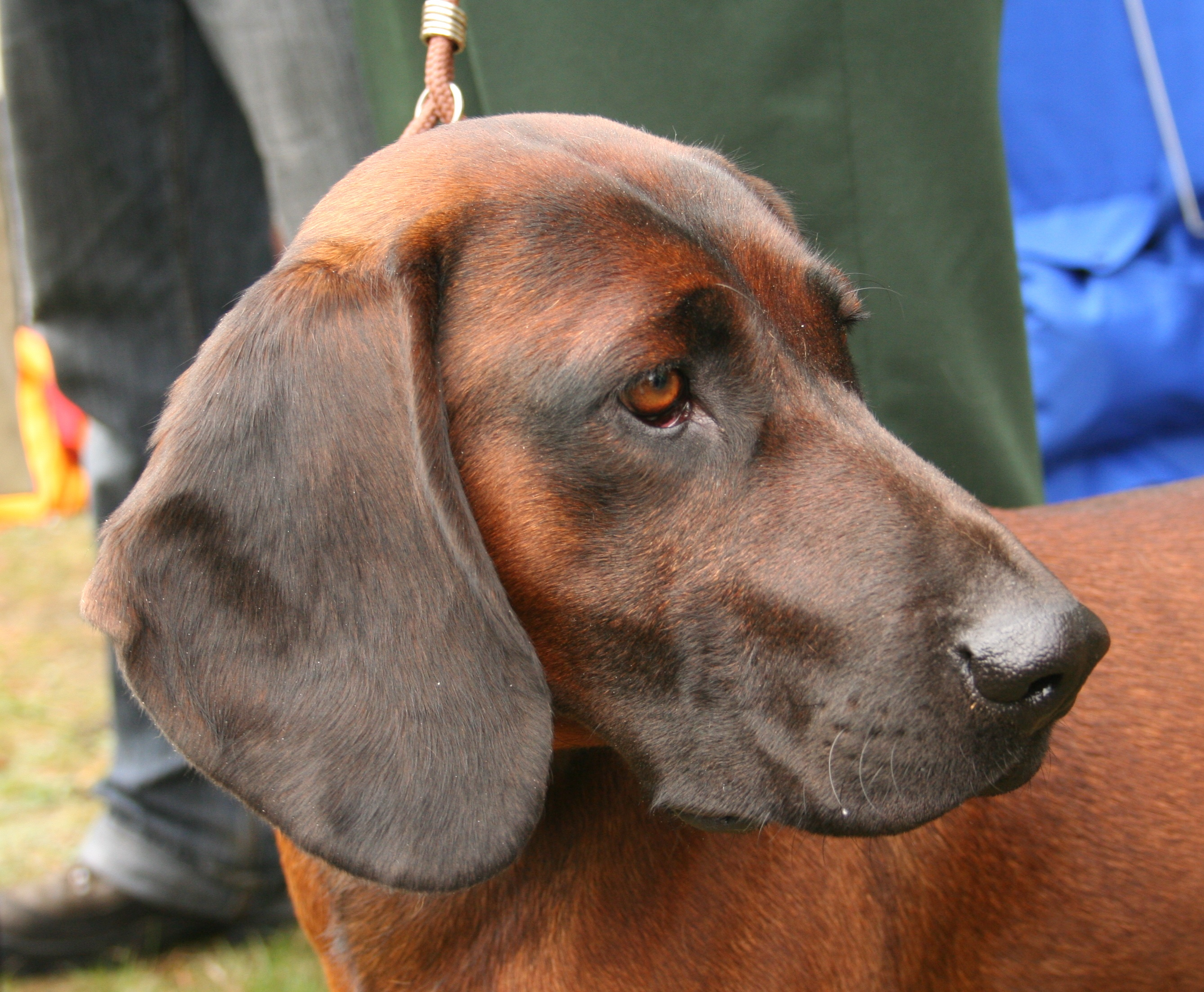
Głowa dorosłego psa rasy posokowiec bawarski

## Budowa
- głowa: stosunkowo szeroka, płasko wysklepiona, czoło wyraźnie odgraniczone, dobrze rozwinięte łuki brwiowe, guz potyliczny miernie wyrazisty, wyraźna linia stopu
- oczy: klarowne o bystrym spojrzeniu, ciemnobrązowe lub nieco jaśniejsze
- uszy: długości nieco większej niż średnia, ale sięgające najwyżej do czubka nosa, ciężkie, wysoko i szeroko osadzone, u dołu zaokrąglone bez skręceń zwieszają się w dół przylegając do policzków
- tułów: linia górna od kłębu do kończyn tylnych lekko wznosząca się. Kłąb mało wyraźny. Płynne przejście szyi w grzbiet. Grzbiet mocny i sprężysty. Lędźwie stosunkowo krótkie, szerokie, bardzo dobrze umięśnione. Krzyż długi i dość płasko przebiegający. Klatka piersiowa umiarkowanie szeroka, dobrze rozwinięte przedpiersie; owalny kościec z daleko do tyłu sięgającymi żebrami. Linia dolna stopniowo do tyłu wznosząca się; brzuch lekko podciągnięty.
- ogon: średniej długości, sięgający najwyżej do stawów skokowych; wysoko osadzony; noszony poziomo lub lekko skośnie zwieszony.

Wysokość w kłębie u psa według wzorca powinna wynosić 47–52 cm, u suki 44–48 cm. Waga ciała u psa między 20 a 30 kg, u suki od 17 do 25 kg.

### Szata i umaszczenie
Sierść gęsta, gładko przylegająca, umiarkowanie szorstka z niewielkim połyskiem; delikatniejsza na głowie i uszach, dłuższa i bardziej szorstka na brzuchu, kończynach i ogonie.
Umaszczenie to soczysta czerwień, czerwień jelenia, czerwień brunatna, czerwonożółte, również blado żółte do pszenicznego; czerwono-szare jak zimowa suknia zwierzyny płowej, także podpalane lub ciemno pręgowane. Na grzbiecie zabarwienie podstawowe jest często bardziej intensywne. Kufa i uszy ciemne. Ogon przeważnie ciemno pręgowany. Mała, jasna plama na piersi jest dopuszczalna.